# Сепаратизм
Сепарати́зм (фр. séparatisme от лат. separatus — отдельный) — теория, политика и практика, стремление к отделению, обособлению (сецессии). Это особый тип политических и иных движений или направлений, основанный на идеологии, призывающей и ведущей к отделению части территории от государства. Подобные движения происходят, как правило, на фоне гражданских волнений и имеют целью отделение территории от государства, ликвидацию его суверенитета над этой частью. Это может быть автономия в государственных границах, присоединение к другому государству или создание самостоятельного территориального образования с собственными границами и независимым управлением.
Сепаратизм рассматривается большинством политологов как крайняя и радикальная форма самоопределения, предлагающая и распространяющая идеи, поддерживаемые определённой политической партией или группой об отделении народа, территории, региона или сообщества, в основе которых лежат специфические обособленные (изоляционистские) формы национальной или региональной идентичности. Основа сепаратизма — дезинтеграционные процессы, представляющие главную угрозу международной, региональной и национальной стабильности государственного устройства.

## Актуальность темы в XXI веке
В XX веке в Европе изменяются философские устои, на основе которых происходит разделение сфер влияния церкви и государства на жизнь общества. На первое место в общественной жизни выходят политические партии и объединения. Социальные последствия секуляризации (отстранение церкви от влияния на общественное сознание) до сих пор остаются предметом для дискуссий и неопределённостью для будущего.

Будущее открыто. Сложно предсказать влияние текущих событий в Соединённых Штатах на будущее — от новой светской волны до оригинальных решений Верховного суда. Аналогичным образом, долгосрочные последствия расширения Европейского союза ставят вопрос о сохранении французского стандарта разделения на Старом континенте.
— Андреа Пин «Секуляризация в Америке и Европе: обстоятельства, влияние и история»
В политической публицистике XXI века появляется большое количество институциональных работ на тему сепаратизма. В Европе действует новая региональная политика, создаются новые структуры, анализирующие мировые конфликтные ситуации и угрозы, связанные с политическими и другими международными проблемами (Институт анализа политики конфликтов, основанный в 2013 году (англ. Institute for Policy Analysis of Conflict (IPAC)), проводятся многочисленные исследования различного рода, изучаются мировые конфликты и движения, так или иначе связанные с национальными и региональными идеями отделения от государства или получения автономии.
Изменения, происшедшие в европейских сепаратистских движениях и настроениях новейшего времени, связаны с последствиями деколонизации, послужившей примером и оправданием для последующих конфликтов, а также негативным отношением большой части населения к глобализации и резкому увеличению числа эмигрантов, что воспринимается обществом как угроза национальной идентичности, влияет на занятость и безопасность населения. Сепаратизм новейшего времени — это реакция общества на внутренние и внешние проблемы, связанные с экономическим положением в стране, с глобализацией и мультикультурализмом, и этот факт отмечается публицистами и исследователями. Отмечается существенный рост значимости темы «сепаратизма» в мировом политическом процессе последних двух десятилетий в связи с конфликтом, возникшим на востоке Украины и обострением политической ситуации на Ближнем Востоке.
Эмпирический анализ политологов Йориса Боонена (англ. Joris Boonen, Университет прикладных наук им. Зейда, Нидерланды) и Марка Хуге (англ. Marc Hooghe, Лёвенский католический университет, Бельгия) в ежеквартальном издании «Нации и национализм 2013», посвящённый фламандскому сепаратизму, классифицирует его как процесс, идущий «снизу вверх», поскольку избиратели, и без того имеющие сильную субнациональную (не центральную, региональную или местную) идентичность, склонны голосовать за сепаратистские партии, а не за сепаратистские элиты, которым чужды потребности избирателей, так как приоритетом для них является распространение сепаратистских настроений.
Глобальный политический климат подвергается серьёзной опасности из-за возникающих с пугающей регулярностью различного рода конфликтов, связанных с сепаратистскими движениями, которые становятся реальностью, и с ней не может не считаться практически ни одно из существующих полиэтничных и поликультурных государств мира. На протяжении всего ХХ и в начале XXI века на планете возникло 53 основных очагов сепаратизма, занявших (суммарно) площадь в 12,7 млн км² (8,5 % площади суши), на которых сконцентрировано около 4 % населения планеты (приблизительно 220 млн человек).
Узкие региональные рамки не могут сдерживать нестабильность, исходящую из очагов сепаратизма, она выходит за границы отдельно взятой страны. В неё вовлекаются различные общественно-политические силы, как внутри государства, стоящего перед непосредственной угрозой потери территориальной целостности, так и в других странах мира. Отдалённые от конфликтующих сторон центры силы, претендующие на роль региональных и мировых лидеров, также принимают участие в разрешении разногласий, в той или иной форме выражая своё отношение к столкновению интересов, занимая позицию одной из сторон и принимая в них участие. Зачастую в столкновение вовлекаются соседние государства. В результате эскалации подобных конфликтов (наиболее яркий современный пример — косовский кризис в Югославии) создаётся угроза безопасности всего мира.

## История
Понятие сепаратизма возникло в XVI—XVII веках в Англии. Когда от Англиканской церкви откололись пуританские общины, их стали называть сепаратистами (или индепендентами) в соответствии с содержащимся в термине смыслом (лат. separatus — отдельный). Тот, кто отделяется и не поддерживает официальную церковь, а также имеет иные представления о благочестии, отличные от общепринятых — сепаратист. Первоначально термин относился к группе людей, вставших на «отдельный», иной, не традиционный, привычный и определённый официально религиозный путь развития.
Отцы-пилигримы из числа сепаратистов основали Плимутскую колонию, самое раннее поселение в Северной Америке — Новую Англию, ставшую колыбелью США и «смыслообразующим символом американской идентичности».

Историческое наименование «сепаратисты» в данном частном значении (а также применительно к разным ответвлениям протестантизма) остается широкоупотребимым в англо-американской литературе. В других языках и даже научных историографиях, за исключением, пожалуй, религиоведения, оно встречается крайне редко.
— Нарочницкая Е. А.
Наполнение понятия религиозным смыслом отражалось в европейской культуре и в российских дореволюционных словарях, сепаратизм определялся как стремление и отход от официальной церковной догмы с тем, чтобы создать отдельное сообщество, политическое или религиозное. Исторический процесс, разделивший церковь и государство, привёл к тому, что понятие сепаратизма стало всё чаще наполняться политическим смыслом, так как отделение народов и территорий от государств в XX и XXI веках стало основываться не на церковной догме, а на политических, этнических, региональных и иных признаках. В XXI веке оно окончательно приобретает политический характер, связанный с понятиями государственности и политическим контролем над территориями.
В новейшей истории процесс распада империй и сложносоставных полиэтнических государственных формирований способствовал появлению различного рода движений, направленных на отделение от более крупного государства. Как следствие — создавалось новое суверенное государство. Жёсткая реакция со стороны «центра» не могла остановить те или иные меньшинства в их стремлении освободиться из-под имперской власти, даже если его действия были исторически мотивированными и оправданными. Движения за «самоопределение», как правило, не стремятся следовать доктрине государственного суверенитета, и не воспринимают правоту верховенства власти и неотчуждаемости территории государства без добровольного на то согласия самого государства.
Великая французская революция, провозгласившая принцип существования государства («одна нация — одно государство»), постепенно утвердилась в европейской политической практике. Европейское Просвещение выдвинуло теорию естественного права, под которую затем была подведена теоретическая основа, сформулированная как «право народов на самоопределение». Термин «самоопределение наций» вошёл в политический лексикон во время работы Берлинского конгресса в 1878 году.
Международное право, нашедшее отражение в основополагающих документах ООН и закреплённое как право народов на самоопределение, предполагает, что можно считать законным «создание суверенного и независимого государства, свободное присоединение к независимому государству или объединение с ним или установление любого другого политического статуса». С другой стороны, в международном праве определён принцип территориальной целостности государства и нерушимость его границ. Эти два противоречивых по своей сути принципа способствуют неоднозначному толкованию термина в его конкретно-исторических проявлениях, так как с одной стороны, они открывают возможность выхода территорий из состава государства, с другой — позволяют подавлять сепаратистские проявления во имя «целостности государства». Эта ситуация позволяет проводить политику «двойных стандартов», когда можно избирательно и прагматично подходить к сепаратистским движениям: если они политически или экономически выгодны другим странам, движение приобретает характер народно-освободительного, если же нет, ему придаётся негативный оттенок. Движение называется сепаратистским и жёстко подавляется.

## Определения понятия
В настоящее время как никогда прежде, на международном уровне происходят многочисленные дискуссии по поводу определения понятия «сепаратизм», поскольку ни в одном из международных документов это понятие не определено и не закреплено. Как исключение, существует Шанхайская конвенция 2001 года, которую приняли члены Шанхайской организации сотрудничества. В ней определено, что сепаратизм — это

«…какое-либо деяние, направленное на нарушение территориальной целостности государства, в том числе на отделение от него части его территории, или дезинтеграцию государства, совершаемое насильственным путем, а равно планирование и подготовка такого деяния, пособничество к его совершению, подстрекательство к нему, преследуемые в уголовном порядке в соответствии с национальным законодательством Сторон».
— Шанхайская конвенция
Явление в данном документе рассматривается как уголовное деяние. Конвенция подписана странами-участницами ШОС, поэтому не носит универсального характера и не может служить международным определением понятия «сепаратизм» по мнению большинства политологов.
Политологи и учёные не имеют единого мнения по поводу того, что включить и что исключить из понятия «сепаратизм». Данная неопределённость связана с тем, что точка зрения на явление лежит в плоскости интересов, отражающих ту или иную политическую ситуацию, сложившуюся в конкретном месте и в конкретном государстве, занимающем определённую позицию по отношению к конфликту. Например, самопровозглашённые республики, возникшие на востоке Украины, с точки зрения киевских и многих зарубежных политиков являются сепаратистскими, тогда как в России политологи отделяют от понятия «сепаратизм» лидеров и жителей этих республик. Некоторые включают в данное понятие политические движения, направленные исключительно на достижение независимости. Другой подход к явлению предполагает, что сепаратизм — это не просто стремление к отделению, но и требование создания национально-культурной автономии для своего региона или расширение её прав, свобод разного рода и т. д (Пузырёв К. С. Сепаратизм как политическое явление).
Предлагается различать понятия сепаратизма и сецессионизма: сепаратизм является более широким определением (не только отделение от государства, но и повышение самостоятельности региона в рамках государства), сецессионизм — это выход из государства и образование новой независимой структуры. Кроме того, помимо сецессионизма Ф. А. Попов и другие политологи предлагают вычленять автономизм и регионизм из сепаратизма, а из сецессионизма — индепендизм (образование отдельного государства) и ирредентизм (присоединение к другому государству) (Попов Ф. А. География сецессионизма в современном мире).
Академик РАН, доктор исторических наук В. А. Тишков отмечает, что принцип самоопределения часто трактуется неверно и основывается на ложных утверждениях.

Современный сепаратизм как политическая программа и как насильственное действие основывается на ложно трактуемом принципе самоопределения: каждая этническая общность должна иметь собственную государственно оформленную территорию. На самом деле такого смысла нет ни в правовой теории, ни в международно-правовых документах. Последние трактуют право народов на самоопределение как уважение существующей системы государств и право территориальных сообществ (а не этнических групп) определять систему управления согласно демократически выраженной воле населения.
— Бюллетень Сети этнологического мониторинга и раннего предупреждения конфликтов
Политологи также отмечают, что сепаратизм невозможно подогнать под универсальное определение. Такой вывод основывается на том, что каждое движение, имеющее целью самоопределение, в каждой конкретной стране и в конкретное время иное, чем в каком-либо другом месте, где оно присутствует, что порождает многозначность термина. Это ярко продемонстрировали политики Европы, приветствующие сепаратизм при распаде СССР и распаде Югославии, и осуждающие его, когда вопросы национального самоопределения поднимаются в Шотландии, Фландрии, на Кипре, в Канаде или Каталонии.
В научном мире за последние двадцать лет также происходит пересмотр традиционного понятия «сепаратизм». Западноевропейские учёные приветствовали, называя позитивным, проявление и «развитие народного суверенитета» (в пределах территории распада СССР и Югославии). В новейшее время, когда речь заходит об острых конфликтных ситуациях, связанных с процессами, отражающими сепаратистские настроения в Италии, Канаде, на Кипре, в Шотландии или Фландрии, всё чаще сепаратизм, как в медиапространстве, так и в научных работах, признаётся разрушающей силой, а в речах политиков звучит фраза: «В мире в целом и в Европе в частности начались так называемые сепаратистские войны, направленные на сецессию».

## Признаки и развитие идей сепаратизма
Для крайней формы обособления, основанной на идее устройства особого жизненного уклада и отделения, связанного с этническим самосознанием на данном историческом этапе, характерно отрицание любой возможности воссоединения с другим, более масштабным национальным государством, поэтому верх берут идеи демонтажа государства и его распад.
Ряд политологов называет сепаратизм «глобальной проблемой XXI века», обострившейся в конце века ХХ. В начале 1990-х годов, когда произошёл распад Советского Союза, на карте мира появилось 26 новых государств: страны, бывшие когда-то целыми, разделились (СССР, Чехословакия, Югославия); Эритрея отделилась от Эфиопии, Восточный Тимор от Индонезии; некоторые регионы в Испании, на Украине, в Бельгии, Италии требуют независимости, а такие республики, как Республика Косово, Южная Осетия, Приднестровье и Абхазия — признания.
Феномен сепаратизма появляется и существует тогда, когда в государстве возникают основания и создаются условия для политических кризисов:
- Кризис идентичности — когда члены сообщества не могут воспринимать себя как самостоятельное и суверенное государство.
- Кризис распределения — когда возрастает социальное неравенство в среде этносов и территорий.
- Кризис легитимности — основы государственности ставятся под сомнение.
- Кризис участия — общенациональная политическая система становится неспособна решать проблемы, растёт недовольство и недоверие этносов, сообществ и регионов к политическому устройству общества.

Присутствие в обществе социального неравенства характерно для всех стран, но только при условии большого количества людей, сомневающихся в принципах социального равенства, запускается механизм критичного депривационного мироощущения, формирующего политический кризис власти. При наличии политических кризисов появляется другой необходимый компонент дезинтеграции государственности — политический миф, повествующий, как электронными, так и другими средствами коммуникации об отделённости власти, её обособленности, неспособности понимать проблемы этносов, регионов и сообществ, а потому и неспособных их решать. На авансцену общественной жизни выходят политики с лозунгами о защите «национальной идентичности» и «национального суверенитета», с популистскими заявлениями, дающими простые ответы на сложные общественные вызовы. Ситуация усугубляется в случае наличия политического и экономического кризисов, истончения и дезинтеграции социальной ткани сообщества.
Любым проявлениям сепаратизма предшествует «брожение умов» в обществе. Объективные обстоятельства, даже в условиях не столь тяжёлого материального положения, теряют свою значимость, уступая место субъективному восприятию проблем, пропущенных через призму образов, присутствующих в информационном пространстве. Информационные технологии способны не только снижать, но и повышать градус народного гнева, подрывать веру в справедливость, провоцировать беспорядки, формировать неоправданные ожидания, не замечать рост благосостояния, расшатывая таким образом существующий порядок. Подобные действия характерны для политических сил, не способных прийти к власти законным путём, поэтому в обществе актуализируется чувство несправедливости, способное на волне «народного гнева» привести их к управлению страной.
В повестке дня противостояний любого типа (политико-управленческие, политико-институциональные или политико-территориальные конфликты) основное место отводится «борьбе за идентичность». Зачастую за радикальными лозунгами ведущих партийных организаций маячит призрак национализма, появляются иные радикальные идеи.
Факторы развития сепаратизма политологи подразделяют на внешние экзогенные (глобализация, воздействие международных сил и другие) и внутренние — эндогенные (такие, как этнополитический радикализм).

## Современный сепаратизм
По мнению британского историка Э. Хобсбаума, корни сепаратистского национализма в Европе были заложены в начале XX века в Версале и Брест-Литовске. В начале XX века окончательно распались Габсбургская и Османская империи, в царской России произошла революция — эти события привели к образованию новых государств. Взрывные и опасные проблемы 1988—1992 годов, по мнению Хобсбаума, были созданы в 1918—1921 годах.
Существует целый ряд исследований о росте и развитии разного рода освободительных движений, культуре, государственности, теории и эстетике франкоязычного мира в постколониальной Франции, в которых также рассматриваются проблемы, связанные с сепаратизмом. Исследуются истоки регионализма, радикализма и национализма, на почве которых часто возникает сепаратизм.
Исследователи отмечают усилившуюся тенденцию роста в XXI веке в Европе такого политического феномена, как сепаратизм в различных этнических и гражданских группах в контексте глобализации.
Также политологи отмечают, что рамки понятия «сепаратизм» расширяются, так как происходит совмещение и взаимодействие нескольких, а иногда и всех видов факторов в ходе развития идей, способствующих отделению территорий. Выделяется, как наиболее важный аспект, подготавливающий, реализующий и влияющий на развитие идей сепаратизма в регионах, появление этнорегионального (национального) сообщества, представляющего собой новую политическую силу. Как правило, это народ, объединённый по этническому признаку, который отделяет себя от титульного сообщества и заставляет центральные органы власти считаться с его волеизъявлением. В современных европейских государствах периодический подъём таких сообществ изменяет конфигурацию власти. В Европе в период после Второй мировой войны отмечается двадцатилетний рост сепаратистских движений, и эта динамика связана не только с внутренними, но и с внешними факторами. Некоторые исследователи склонны считать сепаратизм многогранным явлением, объединяющем в себе философские, социальные, исторические, правовые и даже психологические аспекты (Авраменко А. В. Сепаратизм: сущность и проблемы).
После активизации экзогенных факторов и поддержки сепаратистских идей населением, происходит конфликт региона и центра, имеющего иной взгляд на развитие ситуации. В конфликт вступают эндогенные факторы в виде заинтересованных стран и международных сообществ. В едином потоке совместно действующих факторов легко возникают «горячие» точки, когда даже случайные события могут спровоцировать сценарий кардинальных перемен, приводящих к отмене установившегося равновесия и играющего роль геополитической доминанты в отдельно взятом регионе. Ситуация осложняется тем, что нет способов разрешения конфликтов, особенно конфликтов межэтнического характера, основанных на международном опыте, отсутствует регламент по выработке международных соглашений, которые могли бы сгладить опасные ситуации и законным путём изменить статус сепаратистского региона, чтобы удовлетворить все конфликтующие стороны. В международном праве отсутствуют законодательно закреплённые акты и процедуры, которые могли бы регламентировать признание или непризнание выделения региона в самостоятельное государственное образование.
Региональный и этнический сепаратизм
Специалисты Института Дальнего Востока РАН в области международных отношений рассматривают современный сепаратизм как политическое течение, которое основывается на ложном утверждении о самоопределении наций, когда на первый план выдвигается принципиальное право иметь собственную территорию в виде отдельного государства для каждой этнической нации. Основой является компактное проживание той или иной этнической группы на территории, государственность которой представлена другой нацией. Политическая дезинтеграция проходит, как правило, несколько стадий. Ранние стадии — регионализм и автономизм, поздняя — сепаратизм. Сецессионизм — крайняя степень сепаратизма, ведущая к отделению части территории от государства с целью образования нового суверенного государства или как этап на пути присоединения к другому.
По характеру требований, выдвигаемых лидерами политических движений, сепаратизм подразделяют на региональный и этнический подвиды. Региональная специфика может приобретать характер экстремистских движений: терроризма и экстремизма. Региональный сепаратизм подразделяют на шесть видов:
- Западноевропейский (Северная Ирландия, Каталония, Страна Басков, Корсика).
- Восточноевропейский (регионы Северного Кавказа, Южная Осетия, Абхазия, Приднестровье, Косово, АР Крым).
- Ближневосточный (регионы Алжира, Пакистана, Палестины, Ирака, Афганистана, Турецкий Курдистан).
- Азиатский (Джамму и Кашмир, Южные Филиппины, регионы Шри-Ланки, Восточный Тимор).
- Африканский (регионы Южного Судана, Анголы, Сомали и так далее).
- Американский (провинция Квебек, Канада; штат Чьяпас, Мексика; Гренландия; остров Невис). Американский сепаратизм носит спокойный характер, насилие не применяется или случается крайне редко, так как коренное население малочисленно и разобщено.

Для регионального сепаратизма характерны требования и цели, направленные на поиск путей для достижения оптимального политико-территориального устройства в рамках существующей государственности, тогда как этносепаратизм направляет свои усилия на создание нового государственного образования. Вначале, как правило, возникает региональный сепаратизм, затем на его базе развивается политическая борьба за этническое самоопределение. Нередко в основе этносепаратизма лежит национализм. Наличие большого числа различных наций в мире не предусматривает возможности обеспечить всех желающих жизнеспособными государствами, поэтому политологи и эксперты во всём мире отмечают кризис доктрины самоопределения.
Этнический сепаратизм сохраняет присущие только этому направлению политической борьбы свойства, которые в основном остаются неизменными на протяжении всей истории существования: эгоцентричность, радикальность, а также тяготение к силовым методам противодействия. Терроризм и этносепаратизм глубоко проникли друг в друга в современном мире. Почва для этносепаратизма всегда имеет одни и те же корни:
- Противопоставление «своих» и «чужих».
- Радикальность и нестабильность.
- Агрессивное внедрение и террористические акты, направленные против власти.

Территории, представляющие для третьих государств геополитический интерес, становятся проводниками политики «двойных стандартов», использующих этносепаратизм в своих целях и поэтому поддерживающих тех, кто возглавляет эти движения.

## Сепаратизм в России
Истоки российского сепаратизма в новейшее время, отмечают политологи, лежат в плоскости разногласий, возникающих между центральной властью и группами, объединёнными по территориальному, этническому или иному признаку. Желание отделения свидетельствует о том, что большие группы людей, объединённые по территориальному и иному признаку, хотят иметь возможность самостоятельно владеть инструментами распределения благ, находящихся в пределах местных региональных элит, так как, на их взгляд, происходит сокращение возможности удовлетворения основных потребностей. В этой связи приобретает решающее значение оценка состояния общественного сознания, поскольку сепаратизм (равно как и терроризм, ксенофобия или экстремизм) состоит в числе самых опасных и труднопрогнозируемых явлений.
В 2013 году проводился опрос сотрудниками Левада-центра. Ответы на вопрос «Как бы вы отнеслись к тому, что регион, в котором вы живёте, отделился от России?», задававшийся с целью определения сепаратистских настроений, распределились следующим образом:
- Положительных ответов — 1 %.
- Скорее положительно — 7 %.
- Скорее отрицательно — 26 %.
- Резко отрицательно — 61 %.

Автор исследования также отмечает, что в России во втором десятилетии XXI века активизировался виртуальный, а не реальный сепаратизм, проявляющий себя в различных социальных сетях. В России не проводятся эмпирические системные исследования сецессионных настроений, поэтому отсутствует главный критерий оценки сепаратизма — состояние общественного сознания и изменение сецессионных настроений, поддерживающих отделение части и выход регионов из состава государства. Политологи опираются на опосредованное использование данного критерия.
Публикации журналистов, как отечественных, так и зарубежных, во многом формирующих общественное сознание, опираются либо на авторитетные мнения специалистов в области истории, политологии и восточнославянского сепаратизма, либо на частные мнения, как русских, так и зарубежных изданий (автор статьи Эмануэль Пиетробон (англ. Emanuel Pietrobon), защитивший диссертацию с названием «Искусство тайной войны» (англ. «The Art of Secret War») о создании контролируемого хаоса и защите от него).
Самым большими кризисами в истории новой России, связанными с сепаратистским движением, стали две чеченских войны. Этому периоду посвящено немало исследований.

## Новейшее время
Всё чаще публикуются сведения о протестных движениях и призывах к выходу из состава государств, основанных на неравноправном распределении финансов и этнических разногласиях. Только в Европе существует не менее 20 «горячих точек»: Моравия и Чешская Силезия (Чехия), Фарерские острова (Дания), Ломбардия (Италия), Фландрия (Бельгия), Бретань (Франция), Бавария (Германия), Шотландия (Великобритания), Уэльс (Великобритания) и другие.
Одной из причин протестных движений в далеко не бедных регионах суверенных государств Европы является разочарование в политике ЕС, когда национальные и региональные идентичности сталкиваются с крупными, как правило, более глобальными образованиями, воспринимаемыми как отдалённые, чуждые и угнетающие. Движение сепаратизма становится сильным, если опирается на историю, культуру, язык и общественную поддержку. Национальные мотивы чаще уступают место экономическим, культурным и политическим требованиям. Неоднозначность выбора между автономностью и независимостью превалирует среди основных сепаратистских движений в Европе, в том числе и в тех, которые демонстрируют приверженность идеям отделения на протяжении длительного времени, например, в баскском регионе Испании.
В 2009 году был создан прецедент международно-правового обоснования сецессии, нашедшего отражение в Уставе ООН и других международных документах и связанного с заключением Международного Суда ООН от 22 июля 2010 г. по Косово, подтвердившего факт, что «одностороннее провозглашение независимости частью государства не нарушает какую-либо норму международного права».

Основное положение решения суда — очень четкое: международное право не запрещает одностороннее объявление независимости. Поэтому любое сепаратистское движение — неважно, в какой части мира — увидит в этом решении поддержку в том, что и они могут пойти по этому пути.
— Айэн Банкрофт, один из учредителей гуманитарной организации TransConflict.

«Это очень серьёзный вопрос, — говорит Лоуренс Иглбергер, — потому что такой прецедент может быть использован другими игроками в других частях мира, которые обладают, возможно, намного меньшей легитимностью, чем сепаратисты в Косово, где сербы, на самом деле, в прошлом делали страшные вещи. Но я думаю, что это очень опасная традиция. А как насчёт курдов в Ираке, курдов в Иране и курдов в Турции? Я могу назвать множество мест, где существует подобная ситуация. Независимость Косово станет примером для других»
— Лоуренс Иглбергер, госсекретарь США в начале 1990 годов, посол в Югославии в 1970-е годы.
Среди актуальных угроз мировой стабильности, которые нередко имеют сецессионистское происхождение, можно отметить и пиратство у берегов Сомали — явление, с которым человечество столкнулось в XXI веке, так как оно напрямую связано с коллапсом, произошедшим в Сомали, где сформировалось повстанческое государство. Можно отметить ряд других государств, имеющих затяжные вооружённые конфликты: Мьянма, Сьерра-Леоне, Афганистан и другие, в которых правительства и официальная власть оказались не способны справиться с движениями, направленными на сецессию. Движения, направленные на отделение от государства, обладают конфликтогенным потенциалом и легко переходят от мирных протестов к вооружённому сопротивлению (идеология отделения басков существовала в конце XIX века в виде разрозненных воззваний, а спустя сто лет эти идеи стали основой агрессивной террористической организации). В научном мире всё чаще звучат утверждения, что на современном этапе истории в государственном строительстве всё большую активность проявляют центробежные силы, подрывающие страны изнутри.
В Европе на пороге второго десятилетия XXI века существуют многочисленные движения, которые могут привести к физическому разделению целых наций.
В странах Африки в связи с тем, что многие этносы сохранили племенную стадию развития, проблемы сепаратизма связаны с деколонизацией, так как колониальная структура при организации границ не учитывала этнические принципы. Проблемными являются провинция Кабинда в Анголе, Бурунди и Руанда, Северное Сомали, Южный Судан, провинция Квазулу-Наталь в ЮАР, Коморские острова и другие регионы.
Отделенческие тенденции, проявляющиеся в этнических противостояниях и самосознании национальных меньшинств, ярко выражены на Ближнем Востоке: на юге Алжира, в Горном Бадахшане в Таджикистане, на севере Афганистана и в пакистанской провинции Белуджистан, в Южном Йемене, в области Читтагонг в Бангладеш, в Курдистане. Ближневосточный или исламский сепаратизм разделяет народы по этническому признаку и господствует в мусульманских странах Средней и Южной Азии, в Северной Африке, на Ближнем и Среднем Востоке. Южная Азия также сталкивается с проблемами сепаратизма: Индия, Китай, Вьетнам, Индонезия.
В новейшее время право на самоопределение, как мирным образом, так и с оружием в руках, пытались осуществить русские Крыма и Донбасса на Украине; чеченцы и татары (референдум — март 1992 года) в России; азербайджанцы в Иране; ачехцы в Индонезии; бенгальцы Восточного Пакистана; обитатели региона Шаба в Заире; пуштуны и белуджи в Пакистане; сикхи Пенджаба; курды в Ираке, Иране и Турции; эритрейцы и сомалийцы в Эфиопии; сомалийцы в Джибути и Кении; немусульманское население Судана; арабская и христианская коммуны Чада; карены, моны, качины, шаны, ва, араканцы в Бирме/Мьянме; туареги Мали и Нигера; биафра в Нигерии; баски в Испании; корсиканцы во Франции; албанцы в Сербии и Македонии; сербы и хорваты в Боснии и Герцеговине; англичане, валлийцы, ирландцы, шотландцы и корнцы в Великобритании; абхазы и осетины в Грузии; армяне в Азербайджане; уйгуры и тибетцы на территории КНР; русские, украинцы и гагаузы в Молдавии; индейцы в США и т. д. В декабре 2019 года жители Бугенвиля в Папуа — Новой Гвинее высказали своё мнение на референдуме о государственном устройстве острова. Из 176 тысяч проголосовавших избирателей 98 % высказались за то, чтобы остров стал независимым государством. 3 тысячи человек отдали голоса за расширение автономии.
| - Протесты в Каталонии, 2012 год. - III Марш с требованием автономии, Катовице, Польша. - Боевик Исламского освободительного фронта моро, Минданао, Филиппины. - Боевики Фронта освобождения оромо, Кения, 2006. - Южный Судан. - Карта США, отмечена территория с прародиной ацтеков — Ацтлан. |

## Предупреждение сепаратизма и противодействие
Любое проявление сепаратизма будет представлять собой серьёзную проблему, как для Европы, так и для и мира в целом в ближайшие годы, поэтому появляются предупреждения и мнения политологов о том, каким должен быть сценарий развития событий во время роста сепаратистских настроений, так как мирное развитие сепаратизма в настоящее время может претерпеть быстрые изменения в будущем. Нарастает необходимость политической трансформации для долгосрочного мира, стабильности и единства государств. Следует искать компромиссы для обретения независимости в рамках конституции, осуществлять международное посредничество для разрешения и устранения коренных причин сепаратистских движений, а не игнорировать их.
Сепаратистские движения нацелены на разрушение целостности государства, имеющего многоаспектный, структурный характер, в том числе, функциональный, территориальный и исторический. Ряд зарубежных исследователей, защищающих подобные движения, как правило, рассматривает данную проблему на территориях других стран и крайне редко — на примере собственной страны, подразумевая, что в их государстве у сепаратизма нет шансов. Например, несмотря на мирное развитие событий в Квебеке, в Канаде в 1988 году в качестве превентивной меры был принят закон о чрезвычайных мерах, предусматривающий силовое решение проблемы в случае возникновения срочной и критической ситуации, способной поставить под угрозу сохранение суверенитета и территориальной целостности страны. Превентивные меры свидетельствуют о том, что ситуация, протекающая сегодня мирно, завтра может выйти из-под контроля. В геополитике в подобного рода конфликты часто вмешиваются внешние силы, имеющие «национальные интересы» по всему миру. Их стремление разрушить или ослабить другое государство, исходя из собственных внешнеполитических интересов, приводит к действиям, подрывающим государственность.
Способы урегулирования
Практически все государства, территории которых имеют компактно проживающую часть этнической группы с культурной и религиозной спецификой в инонациональном окружении, сталкиваются с проблемами сепаратизма. Последние события в некоторых регионах мира стали свидетельством того, что с помощью распространения сепаратистских настроений в общественном сознании, можно достигать намеченных целей и результатов, создавая напряжённость и нестабильность в государстве. Сепаратизм в целом приобрёл солидный политический вес и все большее влияние оказывает на решения разного толка при определении места и роли суверенных государств в существующих глобальных политических процессах. Формы и характеристики этнических групп, а также характер разногласий сильно различаются в разных регионах мира по остроте, степени и уровню развития. В соответствии с этим методы решения проблемы и способы противодействия сепаратизму существенно различаются, поскольку в мировой практике нет эффективного единого системного механизма, способного на политико-правовом уровне разрешать этнические, региональные и иные сепаратистские противоречия.
По мнению специалистов МГИМО (У) МИД РФ, практические шаги, позволяющие разрешать подобные конфликты, сводятся к базовым направлениям борьбы с сепаратизмом на государственном уровне:
- Профилактическая работа и практика принятия специальных мер на всех уровнях государственной власти, направленная на соблюдение прав и свобод людей и граждан.
- Специальные меры, позволяющие на общегосударственном уровне предупреждать и останавливать конфликты, имеющие под собой национальную, религиозную и расовую почву[42].

## Борьба с преступлениями сепаратистской направленности
Специалисты Института Европы РАН отмечают, что большинство западноевропейских правительств, противопоставляя нормальное развитие страны сепаратистским движениям, идут на компромиссы, двигаясь навстречу запросам по децентрализации власти; увеличивают свободу, предоставляя различные права на региональную, этническую и культурно-языковую самобытность (Великобритания, Бельгия, Испания); налаживают благоприятную инвестиционную деятельность и пополняют бюджет дотациями; повышают самостоятельность регионов, предоставляя им автономизацию и федерализацию даже в том случае, если государство прежде было унитарным (Франция, Корсика). Наряду с политическими методами используется силовое давление, проходят оперативно-разыскные мероприятия, государство использует инструменты, направленные на противодействие экстремистски настроенным сторонникам радикального сепаратизма. Террористическая деятельность сепаратистов жёстко подавляется в любом случае.
Политика компромиссов имеет ограничение — сохранение целостности государства. Притязания более бедных регионов и повышение значимости региональной политики в ЕС в условиях экономических кризисов получили возможность использовать материальную основу: «богатые» регионы не хотят кормить более «бедные». К тому же появились значимые примеры и прецеденты в новых условиях и новой реальности международной политики: Абхазия, Южная Осетия, Косово, Восточный Тимор, Южный Судан и Эритрея. Примечательно, что в ЕС такие страны как Греция, Испания, Румыния, Кипр и Словакия не признают Косово как государство, поскольку видят в этом прецедент для сепаратистских вызовов в пределах собственных стран.
Для таких стран Юго-Восточной Азии как Мьянма, Таиланд, Филиппины и Индонезия сепаратизм — это актуальная проблема и серьёзный вызов, угрожающий национальной безопасности страны. Нередко конфликтные ситуации разрешаются при посредничестве третьих стран. Правительство Филиппин обратилось за помощью к Малайзии, вследствие чего в октябре 2012 года был подписан договор о мирном соглашении между правительством Филиппин и руководителями «Исламского освободительного фронта моро». В феврале 2013 года Малайзия активно способствовала подписанию «Соглашения о готовности к переговорам» между Советом национальной безопасности Таиланда и Национальным революционным фронтом.
Силовой метод — подавление сепаратизма при помощи различных средств, постепенно уходит в прошлое, так как большинство государств признаёт его тупиковым, понимая, что этот метод не эффективен, мало продуктивен и может лишь на время погасить конфликт, так как он не имеет прочной основы. Конфликт переходит в разряд тлеющих противоречий, которые могут вновь вспыхнуть в любой момент. Кроме того, сепаратисты получают дополнительную поддержку в виде пиара и переводят разногласия в разряд сецессии, придавая движению политическую направленность.
В разных странах власти вводят правила и законы, противодействующие отделению территорий и регионов. Законодательство ряда стран рассматривает призывы к сепаратизму и действия, направленные против государственного устройства, как уголовно наказуемыми деяния. Посягательство сепаратистов на территориальную целостность страны ряд государств приравнивают к государственной измене (ФРГ, Австрия, Грузия, Боливия), в других их действия относятся к различным категориям государственных и иных преступлений (Армения, Литва, Польша, Уругвай, Мадагаскар, Судан, Тунис, Эстония, Франция), предусматривающих уголовное наказание в случае создания сепаратистских организаций и участия в них. Некоторые страны не признают сепаратистки направленной деятельности ни в конституционном, ни в каком-либо ином плане (Швейцария, Италия, Норвегия, Парагвай, Нидерланды, Сан-Марино, Украина) и предусматривают за неё лишение свободы на срок от 5 до 30 лет. В Китае и Нидерландах организаторам сепаратистских движений грозит пожизненное заключение. При этом в Испании, США и Канаде сепаратизм как таковой не является преступлением, там наказываются лишь насильственные действия и призывы к ним.
В России наказание за сепаратистские призывы предусмотрено статьёй 280.1 УК РФ, введённой в 2014 году.

## Международное сотрудничество
В настоящее время в ряде государств существуют легальные политические партии, выступающие за отделение или автономию какой-либо территории. Так, в Канаде Квебекская партия победила на выборах 2012 года в Национальное собрание Квебека. Большинство голосов избирателей на выборах 2011 года в парламент Шотландии получила Шотландская национальная партия, позже образовавшая коалицию с Шотландской партией зелёных, также поддерживающей независимость региона. Несмотря на то, что центральные власти делают некоторые уступки и идут навстречу регионам, требующим большей самостоятельности, в таких развитых и экономически благополучных странах, как Великобритания, Бельгия, Испания или Франция, проблему сепаратизма искоренить не удалось. Она продолжает периодически проявлять себя с разной степенью остроты и участия региональных политических элит Шотландии.
Некоторые международные документы дают оценку противоправным действиям политических и иных групп, называя сепаратизм социально опасным явлением, но не содержат системы мер, направленных на его предотвращение. На международном уровне существует определение, связанное с отдельными признаками сепаратизма, которые отражены в резолюции Генеральной Ассамблеи ООН, принявшей Декларацию о принципах международного права в 1970 году.
Концепция международного правового акта — Шанхайской конвенции 2001 года, принятая странами ШОС, могла бы стать основой для международного сотрудничества государств в противодействии сепаратизму, но она подписана только странами-участницами ШОС.

## Противодействие сепаратизму в России
Своевременное выявление факторов, способных привести к росту сепаратизма, качественная и объективная оценка событий в политической жизни общества, совершенствование системы государственного управления снизят риск развития подобных движений, угрозу возникновения радикализма и подрыва целостности государства. Закон об уголовной ответственности необходимая мера, но одни лишь запретительные меры вряд ли остановят рост сепаратистских тенденций.
В новейший исторический период Россия и другие страны бывшего СССР стали участниками его стремительного распада и испытывают эти последствия до сих пор. Российские учёные предлагают ряд мер, чтобы предотвратить появление центробежных сил, угрожающих какому-либо государству распадом. Этнические, религиозные, экономические или культурные проявления недовольства граждан носят позитивный характер, поскольку являются сигналом социального неблагополучия региона. Внимательное отношение к потребностям граждан своей страны способствует принятию превентивных мер. Такими мерами может служить комплекс действий в ряде областей общественной жизни: образовательной, культурной, экономической, правовой и политической.
С точки зрения права и политики некоторые исследователи в качестве превентивных мер предлагают:
- разделение центральной и региональной власти;
- совершенствование государственного устройства, укрепление федеративных основ;
- введение универсального территориального принципа разделения регионов;
- повышение экономического состояния населения;
- повышение меры ответственности за контроль, профилактику и предупреждение проявлений экстремизма и сепаратизма, равно как и повышение и ужесточение меры наказания за совершение противоправных действий[86].

В области региональной и международной политики следует:
- Повышать внимание к проблемам регионов, осуществлять меры, направленные на противодействие сепаратизму, уважать суверенитет, равенство и территориальную целостность государств, не допускать практику «двойных стандартов», осуществлять комплексный подход к решению проблемы с применением социально-экономических, превентивных, политических, правовых и прочих мер.
- Осуществлять международное сотрудничество в области охраны государственных границ.
- Проводить превентивные меры, нейтрализующие угрозу формирования вооружённых групп, провозглашающих сепаратистские идеи[87].